# LightScribe

Логотип LightScribe

LightScribe — технологія, що дозволяє отримувати зображення на зворотній поверхні спеціально підготовлених компакт-дисків за допомогою приводів, що підтримують цю технологію. Розроблена компанією Hewlett-Packard і Lite-On у 2005 році.

## Принцип роботи

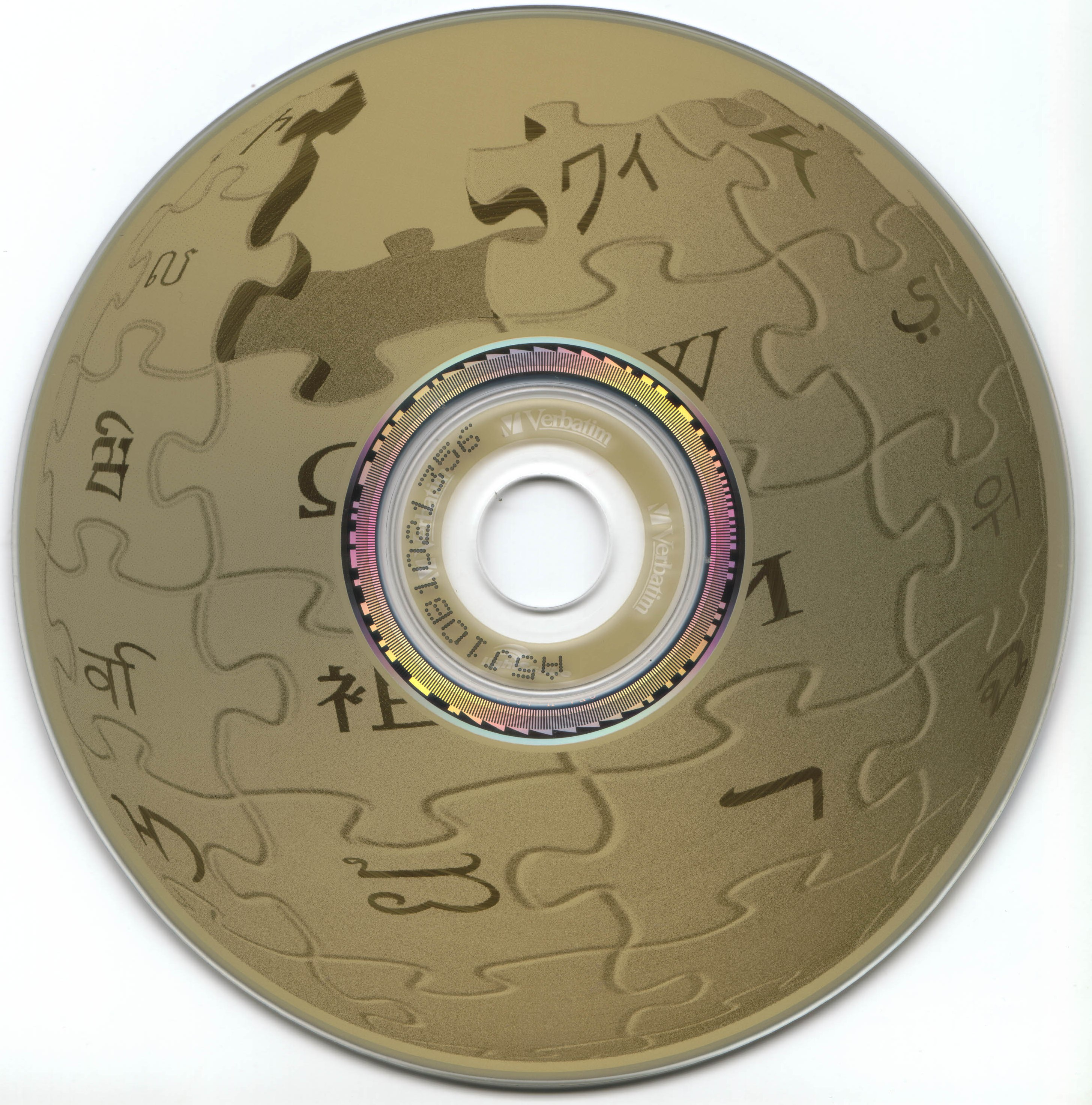
Диск LightScribe з нанесеним зображенням — старим логотипом Вікіпедії

Зображення наноситься на спеціальний шар, розташований під поверхнею диска, який темніє під впливом інфрачервоного лазера 780 нм. Для нанесення зображення використовується будь-який сумісний привід, сумісний диск і ПЗ, що підтримує цю технологію (більше 15 продуктів). Для того, щоб почати друкувати картинки, досить перевернути диск. Нанесення зображення можливо в 3-х режимах: чернетка, стандарт і найкращий. Етикетки LightScribe пропалюються концентричними колами від центру до краю. Пропалювання картинки великого діаметра займає більше часу. Готові диски рекомендується зберігати в темному місці для збереження чіткого зображення протягом життя диска.
Спочатку диски, що підтримують LightScribe, були монохромними: сірий колір на золотистому кольорі підкладки. Пізніше, в кінці 2006 року, з'явилися кольорові варіанти. Зображення, що пропалюється, залишилося монохромним, але фон тепер може бути кольоровим. Це стало можливо завдяки переходу на специфікацію 1.2. 

Чистий диск з підтримкою LightScribe

Готове зображення неможливо видалити з диска або замінити іншим. Можна тільки додавати більше деталей. Наприклад, доповнювати список фільмів на мультисесійному диску або додавати нові картинки на вільне місце диска. 
На окантовці центрального отвору диска LightScribe нанесена розмітка, яка дозволяє приводу точно позиціонувати диск у процесі нанесення зображення. Це дозволяє наносити зображення на високій швидкості. Один і той же диск може бути «продрукований» кілька разів одним і тим же зображенням без ризику зіпсувати картинку. Кожне наступне пропалення робить зображення контрастнішим, хоча немає необхідності вручну повторювати цикли пропалення: ПЗ зазвичай має налаштування контрастності і досить вибрати бажаний варіант контрастності. 
Для роботи цієї технології на ПК, крім сумісного DVD (CD)-приводу, необхідна установка системного ПЗ, яке забезпечує підтримку цієї технології (з сайту розробника) у вашій операційній системі. Нерідко це ПЗ вже включено в продукти третіх виробників (Ahead Nero тощо)

## Дивись також
- LabelFlash
- DiscT@2

## Приклади
- http://ovsem.net/images/hardware/lightscribe-01b.jpg [Архівовано 7 січня 2007 у Wayback Machine.]
- http://lib.store.yahoo.net/lib/meritline/lightscribe-media-lar3.jpg [Архівовано 7 січня 2007 у Wayback Machine.]
- http://www.hp.com/hpinfo/newsroom/press_kits/2005/ces/images/lightscribe_label.jpg [Архівовано 6 січня 2007 у Wayback Machine.]
- http://www.lightScribe.eu [Архівовано 18 грудня 2020 у Wayback Machine.] Lightscribe Labels
- Кольорові диски LightScribe